# Бягай!
„Бягай!“ (на английски: Get Out) е американски филм на ужасите от 2017 г. със сценарист и режисьор Джордан Пийл. Даниъл Калууя и Алисън Уилямс изпълняват съответно ролите на чернокожия Крис и бялата му приятелка Роуз, които посещават семейството ѝ, в чийто дом има чернокожи прислужници, държащи се странно.